# Malaxis sodiroi
Malaxis sodiroi är en orkidéart som först beskrevs av Rudolf Schlechter, och fick sitt nu gällande namn av Dodson. Malaxis sodiroi ingår i släktet knottblomstersläktet, och familjen orkidéer.
Artens utbredningsområde är Ecuador. Inga underarter finns listade i Catalogue of Life.